# Гробниця папи Юлія II
Гробни́ця па́пи Ю́лія II — усипальня папи Римського Юлія II у базиліці Сан-П'єтро-ін-Вінколі, спроєктована та створена Мікеланджело Буонарроті. Договір на цю роботу було укладено у 1505 році, а завершено було у 1545 році. Всього відомо шість проєктів гробниці, розроблених скульптором.

## Історія створення
У березні 1505 року Юлій II викликав Мікеланджело до Рима, щоб обговорити проєкт своєї гробниці.

### Перший проєкт

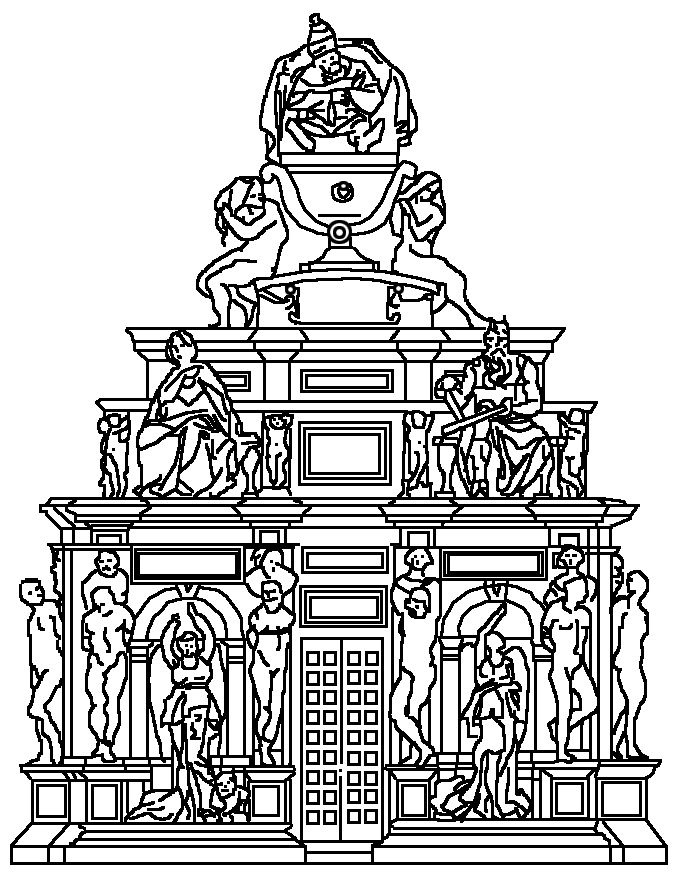
Реконструкція первинного проєкту гробниці (1505 рік)

Первинний план не зберігся, але, мабуть, Юлій II уявляв собі новий храм зі своєю гробницею на зразок усипальні французьких королів у Сен-Дені. Ця гробниця, як пише Р. Роллан: «(…) мала б перевершити усі мавзолеї Давнього Риму». У проєкті передбачалося, що усипальня повинна була стояти вільно, і мати розмір 6 на 9 м. Усередині мало бути розташоване овальне приміщення, а ззовні — близько 40 статуй.
План гробниці та її ідейний зміст можливо реконструювати за попередніми малюнками та описами. Ймовірніше, що гробниця повинна була символізувати триступінчатий підйом від земного життя до вічного. На першому рівні, за планом, мали стояти статуї апостола Павла, Мойсея та пророків, символи двох шляхів досягнення порятунку. Вгорі — два янголи, що несуть Юлія II у рай.
Протягом 1505—1506 рр. Мікеланджело особисто навідувався у Каррару, вибираючи матеріал для гробниці. Однак, Юлій II більше уваги приділяв спорудженню собору Святого Петра. Також папа замовив фрески для Сікстинської капели. Гробниця ж залишалася тільки у планах. Надзвичайно роздратований, Мікеланджело втік із Риму 17 квітня 1506 року, за день до закладення фундаменту собору.
Реконструкція першого проєкту подана за Ш. Тольне (1954). Відомий також варіант Ф. Гартта (1968).

### Другий проєкт

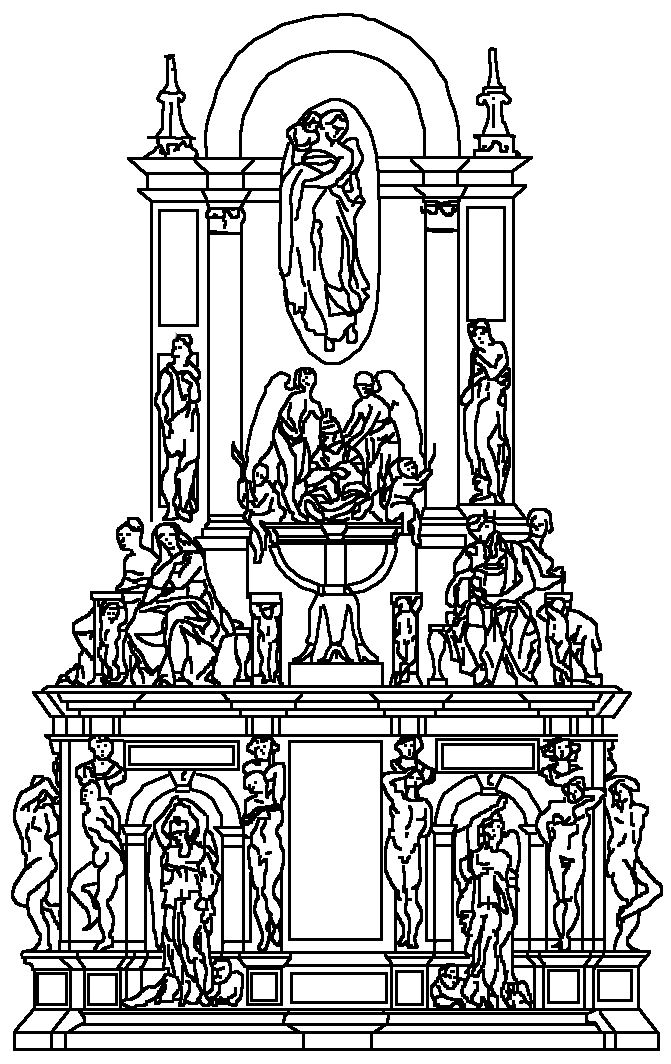
Реконструкція проєкту гробниці 1513-го року

21 лютого 1513 року папа Юлій II помер. 6 травня 1513 року Мікеланджело підписав із його спадкоємцями договір на другий проєкт гробниці — значно менший. З 1513 по 1516 рр. Мікеланджело працював над скульптурами для гробниці Юлія II: фігурами двох рабів — «Раб, що рве пута» та «Вмираючий раб» (Лувр), і скульптурою «Мойсея» (Сан-П'єтро-ін-Вінколі, Рим). Раби не ввійшли до остаточного варіанту гробниці — і Мікеланджело подарував їх Роберто Строцці.

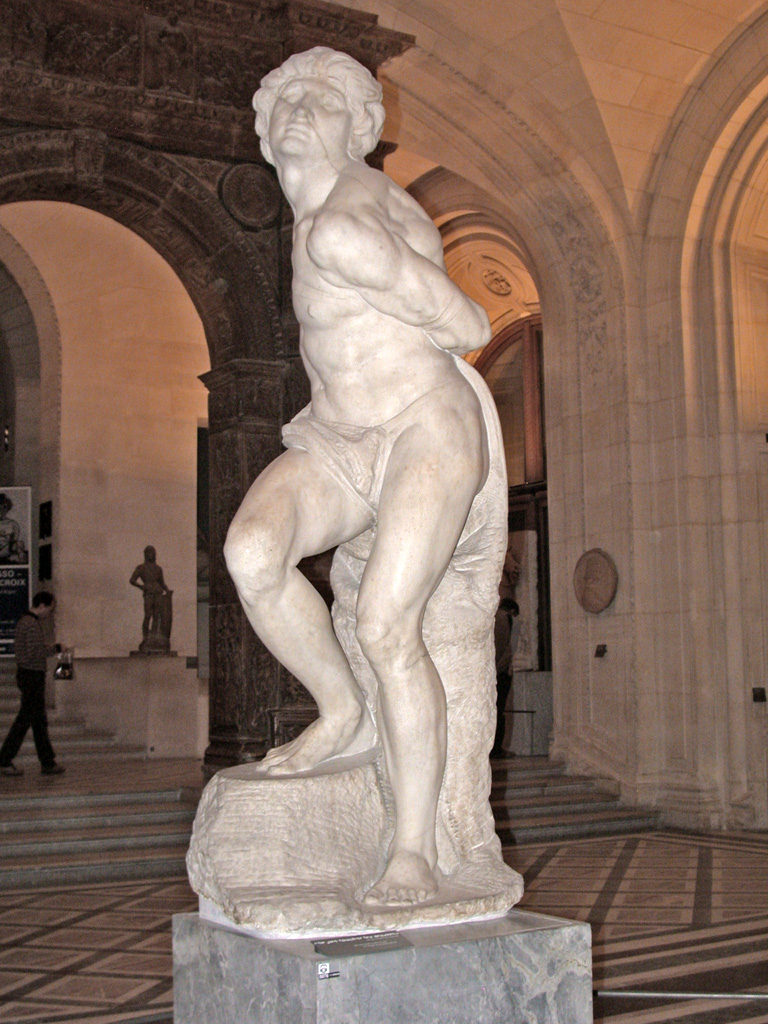
«Раб, що рве пута»
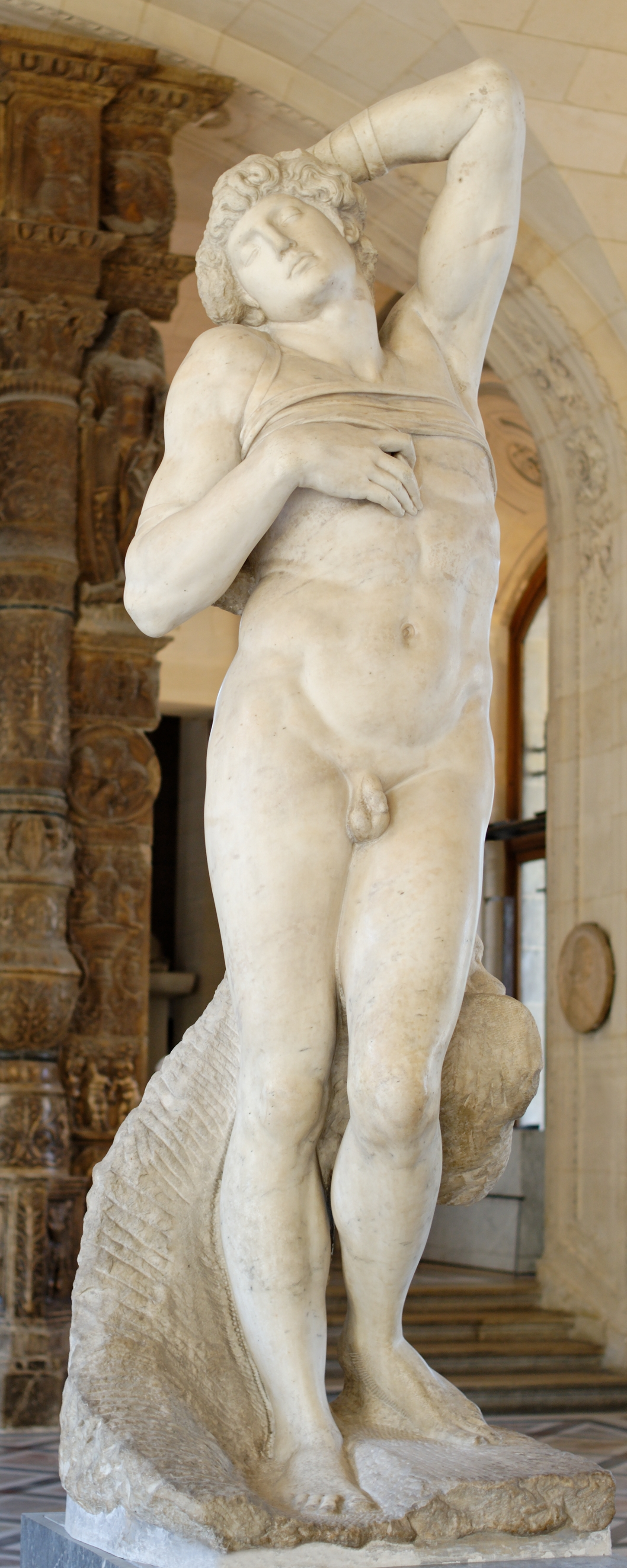
«Вмираючий раб»

Реконструкція другого проєкту теж подана за Ш. Тольне (1954). Відомий також варіант Ф. Гартта (1968). Збереглася копія Д. Роккетті з оригінального малюнка Мікеланджело (Берлін, Гравюрний кабінет).

### Третій проєкт

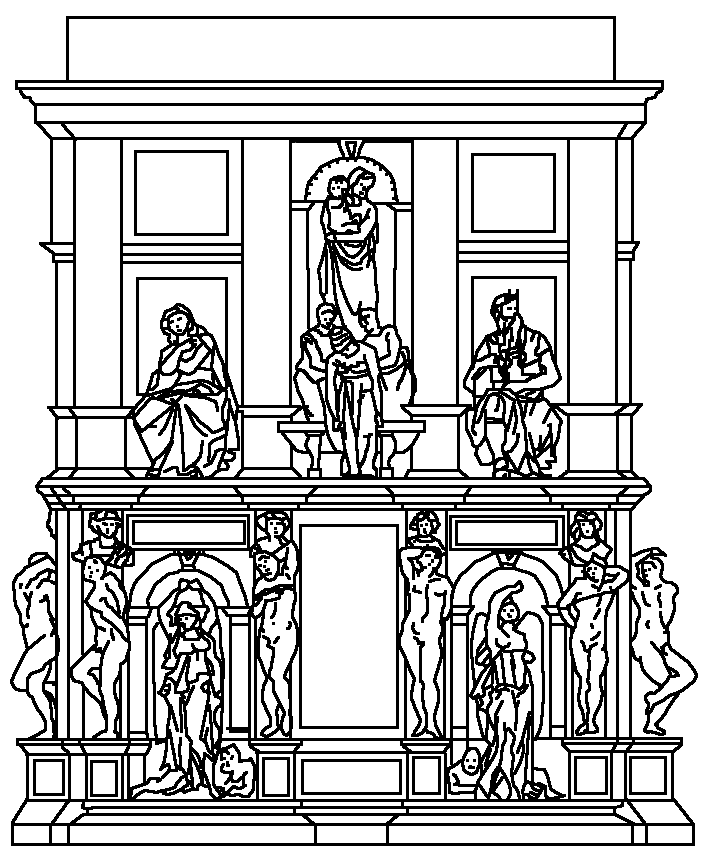
Реконструкція проєкту гробниці 1516-го року

8 липня 1516 року було підписано договір на третій проєкт гробниці.
Цей план ще більше спрощував конструкцію — гробниця стала вужчою, у нішах мали бути розміщені не скульптурні групи, а окремі фігури. Верхівка була перепроєктована як ярус, розділений півколонами, між якими повинні були розташовані чотири сидячі статуї, зокрема — «Мойсей».
Реконструкція третього проєкту подана за Ш. Тольне (1954). Відомий також варіант Ф. Гартта (1968).

### Четвертий проєкт
1525 роком датовано четвертий проєкт гробниці Юлія II.
За цим проєктом Мікеланджело мав обмежитися пристінною гробницею, традиційною для століття.

### П'ятий проєкт

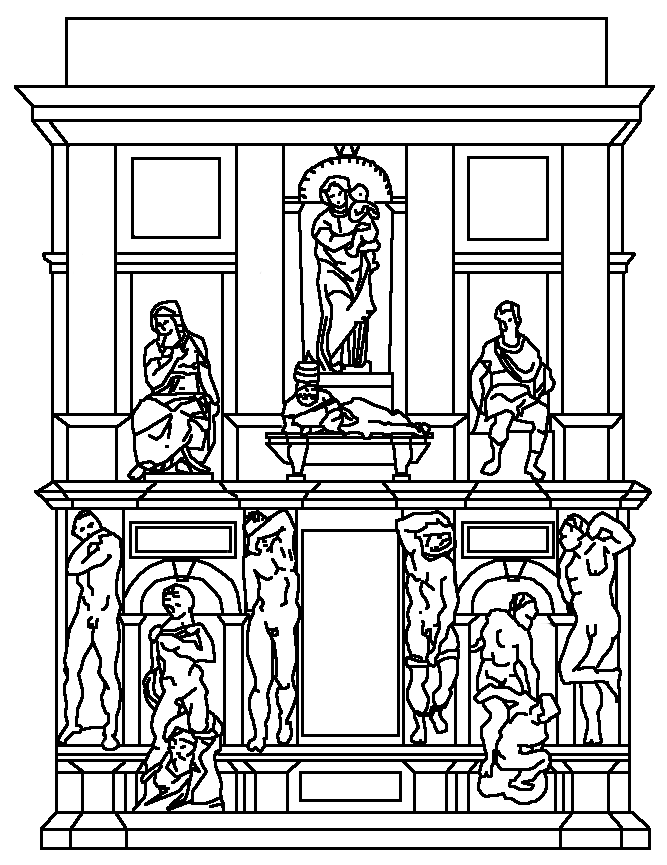
Реконструкція проєкту гробниці 1532 року

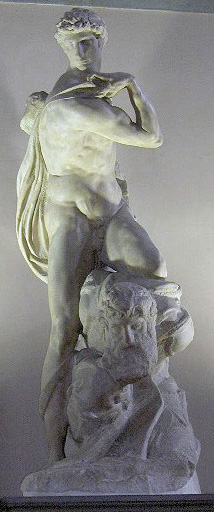
«Геній перемоги»

29 квітня 1532 року підписано договір про п'ятий проєкт гробниці папи Юлія ІІ. За ним до гробниці мали входити статуї: «Молодий раб», «Бородатий раб», «Атлант», «Раб, що пробуджується» та скульптурна група «Геній перемоги», однак, остання залишалася у флорентійській майстерні Мікеланджело до самої його смерті.

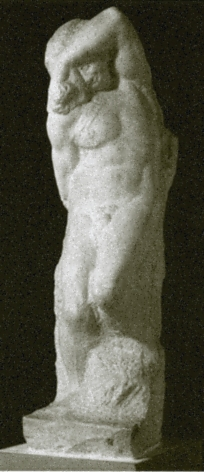
«Молодий раб» (бл. 1519—1536)
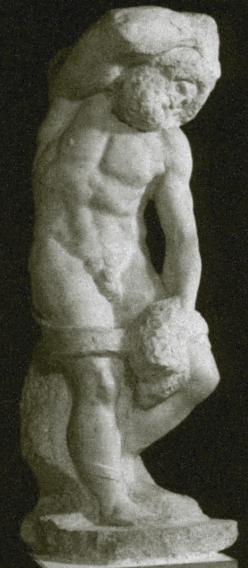
«Бородатий раб» (бл. 1519—1536)
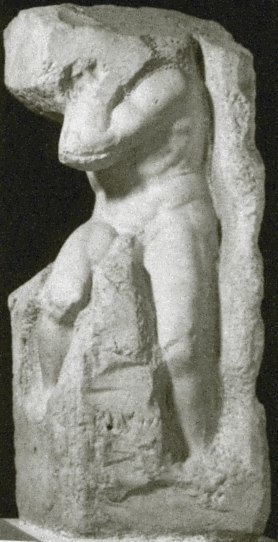
«Атлант» (бл. 1519—1536)
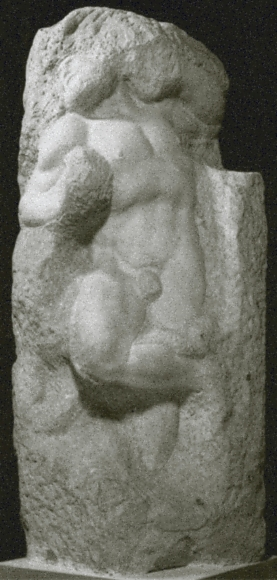
«Раб, що пробуджується» (бл. 1519—1536)

Реконструкція п'ятого проєкту подана за Ш. Тольне (1954). Відомий також варіант Ф. Гартта (1968).

### Шостий проєкт. Завершення
20 серпня 1545 року — останній договір щодо шостого проєкту гробниці Юлія II. У своєму теперішньому вигляді вона була завершена у 1545 році.
Мікеланджело встиг зробити тільки три статуї — «Мойсея», «Рахиль» та «Лію». Надгробок встановили в церкві Сан-П'єтро-ін-Вінколі (Святого Петра в оковах), де папа служив за життя, а не у соборі Святого Петра, як планувалося раніше. Центральною статуєю проєкту став Мойсей, якого Лібман називає «певним чином портретом, фізичним та духовним, Юлія II».

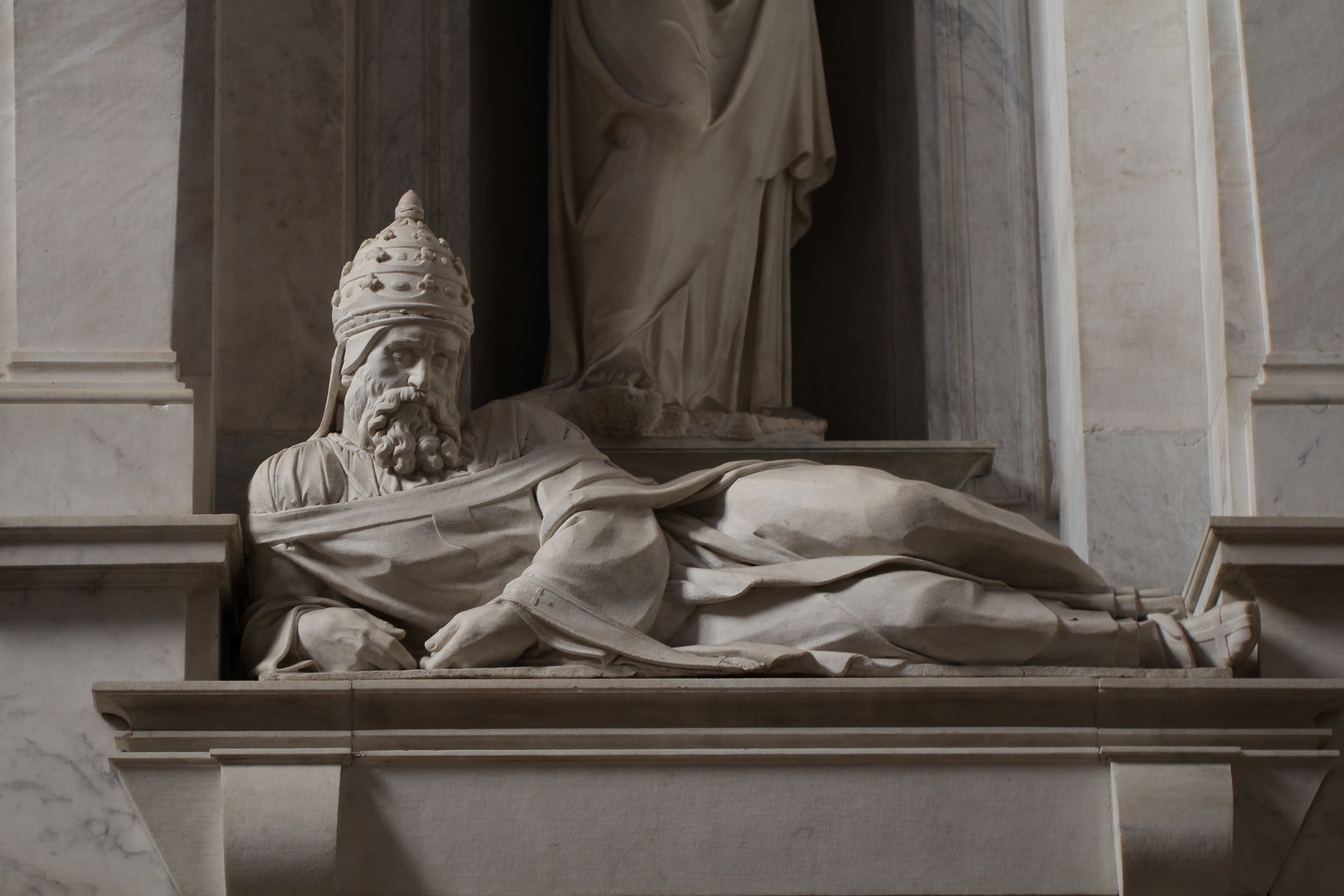
Томмазо Босколі(?). Юлій II

Над Мойсеєм, у верхньому ряду, поставлено мармуровий саркофаг, а на ньому — фігура папи Юлія II. За Вазарі ця статуя, як і саркофаг, були роботою Томмазо Босколі[а] (італ. Tommaso Boscoli), учня Мікеланджело. Однак, після проведеної реставрації, у дослідників з'явилися сумніви, щодо авторства Босколі. На думку Кристофа Луїтпольда Фроммеля, професора Інституту історії мистецтв Товариства імені Макса Планка, тодішнього директора бібліотеки Герціана, значна частина статуї «Юлія II», якщо не вся вона, належить руці Мікеланджело.
Кондіві стверджував, що гробниця була «трагедією» всього життя Мікеланджело, адже йому так і не вдалося завершити її такою, якою вона бачилася спочатку. На думку Віктора Лазарєва:
| Те, що ми бачимо у Римській церкві Сан П'єтро ін Вінколі, безмежно далеке від первинного задуму (…) архітектурна ж композиція гробниці видається холодною та порожньою[6] Оригінальний текст (рос.) То, что мы видим в римской церкви Сан Пьетро ин Винколи, бесконечно далеко от первоначального замысла (…) архитектурная же композиция гробницы выглядит холодной и пустой | Вільям Воллес зазначає, що: «(…)уявляти якою гробниця могла б бути — це відмовлятися бачити те, що Мікеланджело вдалося досягти».

## Використання образу у мистецтві
У 2004 році вийшов короткометражний фільм Мікеланджело Антоніоні «Погляд Мікеланджело», де було показано статуї гробниці папи Юлія II[б].